# Idaarderadeel
Idaarderadeel est une ancienne commune néerlandaise de la province de la Frise.

## Histoire
La commune a existé jusqu'au 1er janvier 1984. À cette date, la commune a été supprimée pour former avec les communes de Rauwerderhem et la plus grande partie d'Utingeradeel la nouvelle commune de Boornsterhem, ensuite appelée officiellement Boarnsterhim.

## Localités
La commune était composée de huit villages : Aegum, Friens, Grouw, Idaard, Roordahuizum, Warga, Warstiens et Wartena. Grouw était le chef-lieu.

### Démographie
En 1840, la commune d'Idaarderadeel comptait 623 maisons et 4 111 habitants.